# Toddalieae
Tribu
Laes Toddalieae sont une tribu de plantes de la famille des Rutaceae.